# إبراهيم خليل داودوف
إبراهيم خليل داودوف (بالروسية: Даудов, Ибрагимхалил Магомедшапиевич)‏ (11 نوفمبر 1960 – 14 فبراير 2012)، المعروف أيضًا باسم الأمير صلاح، كان زعيم ولاية داغستان بعد وفاة إسرابيل فيليجانوف. يقال أنه انضم إلى ولاية داغستان في عام 2008.
في 10 فبراير 2012 هاجمت القوات الروسية منزل يقطنه داودوف وعددًا من المسلحين. في 14 فبراير 2012 وُجِدَ ميتًا بالقرب من قرية جوربوكي. ويبدو أنه كان قد هرب من مكان الحادث في وقت العملية لكنه توفي متأثرًا بجراحه. كما قتلت القوات الروسية أبناءه الثلاثة فيما بعد؛ فقتل ابنه محمد في صيف عام 2009، وابنه الثاني في أبريل 2010، وابنه الثالث في فبراير 2012 في نفس العملية التي تسببت في وفاة والده.